# Kory Johnson
Kory Johnson là nhà bảo vệ môi trường người Mỹ ở Arizona.
Năm 1991, khi còn là một cô gái trẻ, Johnson đã lãnh đạo thành công nhóm Children for a Safe Environment chặn đứng việc đổ rác thải nguy hiểm thành đống ở khu vực địa phương của cô. Năm 1996 cô gia nhập Greenpeace và giúp tổ chức các cuộc phản kháng chống lại xe lửa chứa rác nhiễm DDT chạy vào Arizona.
Năm 1998, cô được thưởng Giải Môi trường Goldman cho cuộc đấu tranh của cô chống chất độc và việc nhiễm phóng xạ.